# Louis Richard (cyclisme)
Pour les articles homonymes, voir Louis Richard et Richard.
Louis Richard, né le 8 janvier 1996 est un coureur cycliste français puis triathlète depuis 2023.

## Biographie
Louis Richard commence le cyclisme en 2006 à l'US Créteil, en première année benjamins (11-12 ans), alors non loin de son lieu de résidence à Vincennes,. Il intègre ensuite le CC Nogent-sur-Oise en 2013, où il court pendant quatre ans. Durant cette période, il est notamment champion de France de poursuite par équipes juniors en 2014, sous les couleurs du comité de Picardie. 
En 2017, il décide de rejoindre le club Probikeshop Saint-Étienne Loire, tout en menant des études d'ingénieur à l'INSA Lyon. Deux ans plus tard, il devient champion d'Auvergne-Rhône-Alpes du contre-la-montre à Romans-sur-Isère. Il se révèle également dans les courses par étapes du calendrier national en terminant deuxième du Tour d'Auvergne (dans la même seconde que le vainqueur Florent Castellarnau) et troisième du Tour du Chablais.
Lors de la saison 2021, il se distingue en étant l'un des meilleurs grimpeurs du peloton amateur en France. Il s'impose à deux reprises (La Durtorccha et Classic Jean-Patrick Dubuisson) et obtient diverses places d'honneur. En juin, il passe proche de l'exploit en se classant deuxième du championnat de France amateurs, disputé à Épinal. Fin juillet, il participe au Tour de l'Ain sous les couleurs de l'équipe de France. Peu de temps après, il termine septième du difficile Tour de Savoie Mont-Blanc. Il conclut sa saison par une sixième place au Trophée des champions, « super-finale » des Coupes de France des clubs nationaux 1, 2 et 3.
En 2022, il passe professionnel au sein du Team U Nantes Atlantique, qui devient une équipe continentale.

## Palmarès en cyclisme

### Palmarès sur route
- 2019
  - Champion d'Auvergne-Rhône-Alpes du contre-la-montre
  - 2e du Tour d'Auvergne
  - 3e du Tour du Chablais
- 2020
  - 3e du Tour du Pays de Gex-Valserine
- 2021
  - La Durtorccha
  - Classic Jean-Patrick Dubuisson
  - 3e du Grand Prix U

### Classements mondiaux
| Année           | 2018   |
| --------------- | ------ |
| UCI Europe Tour | 2 072e |

### Palmarès sur piste

#### Championnats de France
- Hyères 2014
  -  Champion de France de poursuite par équipes juniors (avec Adrien Garel, Florian Maitre et Corentin Ermenault)

## Palmarès en triathlon
Le tableau présente les résultats les plus significatifs (podium) obtenus sur le circuit international de triathlon depuis 2024.
| Année | Compétition                  | Pays   | Position           | Temps           |
| ----- | ---------------------------- | ------ | ------------------ | --------------- |
| 2024  | Triathlon de Gérardmer LD    | France | Médaille de bronze | 4 h 25 min 19 s |
| 2024  | Triathlon EDF Alpe d'Huez LD | France | Médaille d'argent  | 5 h 47 min 32 s |
| 2024  | Embrunman                    | France | Médaille d'or      | 9 h 30 min 41 s |